# Данонова болест
Данон болест (или болест складиштења гликогена тип IIb) је метаболички поремећај. Данонова болест је Икс-наследни поремећај лизозома и складиштења гликогена повезан са хипертрофичном кардиомиопатијом, слабошћу скелетних мишића и интелектуалним инвалидитетом. Наслеђује се у доминантном обрасцу везаном за Икс.

## Симптоми и знаци
Мушкарци
Код мушкараца симптоми Данонове болести су озбиљнији. Карактеристике Данон болести код мушкараца су: 
- Рано доба почетка мишићне слабости и срчаних болести (почетак у детињству или адолесценцији)
- Могу бити присутни неки проблеми у учењу или интелектуални инвалидитет
- Слабост мишића може бити озбиљна и може утицати на издржљивост и способност ходања
- Болест срца (кардиомиопатија) може бити озбиљна и може довести до потребе за лековима. Обично напредује до срчане инсуфицијенције, обично компликоване атријалном фибрилацијом и емболијским можданим ударима са тешким неуролошким инвалидитетом[3], што доводи до смрти осим ако се не изврши трансплантација срца.
- Може доћи до абнормалности срчане проводљивости. Волф-Паркинсон-Вајт синдром је уобичајен образац проводљивости код Данонове болести.
- Симптоми су обично постепено прогресивни
- Неки појединци могу имати поремећаје вида и/или абнормалности пигмента ретине
- Данонова болест је ретка и непозната већини лекара. Може се заменити са другим облицима срчаних обољења и/или мишићних дистрофија, укључујући Помпеову болест .

Жене
Код жена симптоми Данонове болести су мање изражени. Уобичајени симптоми Данон болести код жена су:
- Касније доба појаве симптома. Многе жене неће имати очигледне симптоме све до касне адолесценције или чак одрасле доби.
- Проблеми у учењу и интелектуална ометеност су обично одсутни.
- Слабост мишића је често одсутна или суптилна. Неке женке ће се лако уморити вежбањем
- Кардиомиопатија је често одсутна у детињству. Неке жене ће то развити у одраслом добу. Кардиомиопатија може бити повезана са атријалном фибрилацијом и емболијским можданим ударима.
- Може доћи до абнормалности срчане проводљивости. Волф-Паркинсон-Вајт синдром је уобичајен образац проводљивости код Данонове болести.
- Симптоми код жена напредују спорије него код мушкараца.
- Неке жене могу имати поремећаје вида и/или абнормалности пигмента ретине
- Данонова болест је ретка и непозната већини лекара. Блажи и суптилнији симптоми код жена могу отежати дијагнозу код жена са Данон болешћу

## Узроци
Иако је генетски узрок Данонове болести познат, механизам болести није добро схваћен. Данон болест укључује генетски дефект (мутацију) у гену званом ЛАМП2 , што резултира променом нормалне структуре протеина. Док функција ЛАМП2 гена није добро схваћена, познато је да се ЛАМП2 протеин првенствено налази у малим структурама унутар ћелија које се називају лизозоми . [

## Генетика
Повезан је са ЛАМП2 .  Статус овог услова као ГСД је споран. 

## Дијагноза
Постављање дијагнозе генетске или ретке болести често може бити изазовно. Здравствени радници обично гледају нечију медицинску историју, симптоме, физички преглед и резултате лабораторијских тестова како би поставили дијагнозу. Следећи ресурси пружају информације у вези са дијагнозом и тестирањем за ово стање. Ако имате питања о постављању дијагнозе, требало би да контактирате здравственог радника.
Ресурси за тестирање Регистар генетског тестирања (ГТР) пружа информације о генетским тестовима за ово стање. Циљна публика за ГТР су здравствени радници и истраживачи. Пацијенти и потрошачи са специфичним питањима о генетском тесту треба да контактирају здравственог радника или стручњака за генетику. Орпханет наводи међународне лабораторије које нуде дијагностичко тестирање за ово стање.

## Третман
РП-А501 је генска терапија заснована на ААВ која има за циљ да обнови ЛАМП-2 ген који је дефектан код пацијената оболелих од Данонове болести и како да је излечи.  Трансплантација срца је урађена као третман; међутим, већина пацијената умире рано у животу. 

## Историја
Данон болест је окарактерисао Морис Данон 1981.  Др Данон је први описао болест код 2 дечака са обољењем срца и скелетних мишића (мишићна слабост) и интелектуалним инвалидитетом.
Први случај Данонове болести пријављен на Блиском истоку била је породица којој је дијагностикована нова мутација ЛАМП2 у источном региону Уједињених Арапских Емирата ; открио је египатски кардиолог др Махмуд Рамадан, ванредни професор кардиологије на Универзитету Мансура  (Египат) након што је урадио генетску анализу за све чланове породице у Бергаму , Италија , где је 6 мушкараца дијагностификовано као пацијенти са Даноновом болешћу и 5 жене су дијагностиковане као носиоци; како је објављено у новинама Ал-Баиан 20. фебруара 2016. чинећи ову породицу највећом породицом са пацијентима и носиоцима Данонове болести.
Данонова болест има симптоме који се преклапају са другим ретким генетским стањем званим „Помпеова болест“. Микроскопски, мишићи пацијената са Даноновом болешћу изгледају слични мишићима пацијената са Помпеовом болешћу. Међутим, интелектуална ометеност је ретко, ако икада, симптом Помпеове болести. Негативно ензимско или молекуларно генетско тестирање на Помпеову болест може помоћи да се искључи овај поремећај као диференцијална дијагноза. 